# Mentuhotep (pare del Déu)
Mentuhotep (Mn-ṯw-ḥtp, "Montu està satisfet") va ser el pare del rei egipci Sobekhotep III, el qual va governar uns tres anys durant la XIII Dinastia (vers el 1750 aC.
| mn · n · T | w | Htp · t · p |

| mn · n · T | w | Htp · t · p |

Es coneix Mentuhotep principalment pels monuments del seu fill com a rei, principalment per un altar trobat a l'illa de Sehel i en una estela trobada a Uadi el-Hol. En aquests monuments hi apareix també la seva esposa Iuhetibu, la qual se l'anomena Mare del Rei. Als monuments relacionats amb Sobekhotep III, Mentuhotep porta el títol de Pare del Déu; aquest títol se solia donar als pares de reis d'origen no reial.
Existeix un nombre elevat de segells d'escarabat gràcies als quals es coneix un oficial militar amb el títol de Comandant titular de la tripulació del Governant. Aquest funcionari tenia un fill amb el mateix títol anomenat Sobekhotep. Sembla possible que aquests escarabats pertanyin al Pare del Déu Mentuhotep abans que el seu fill esdevingués rei. No se sap en quines circumstàncies Sobekhotep III es va convertir en rei. No obstant això, el seu pare Mentuhotep no tenia connexions reials conegudes.
Es coneixen dos fills més seus, Seneb i Khakau. Portaven el títol de Fill del Rei, tot i que, evidentment, no eren fills de cap rei, sinó germans d'un. Se li coneixen a més fins a sis nets; de Sobekhotep III, amb el seu enllaç amb Neni, dues filles, Iuhetibu Fendi i Dedetanuket, i del seu altre fill Seneb, de la seva unió amb una dona anomenada Nebtit, dos fills Sobekhotep i Montuhotep, i dues filles Iuhetibu i Henut.